# Fritz Novotny (Kunsthistoriker)
Fritz Novotny (* 10. Februar 1903 in Wien; † 16. April 1983 ebenda) war ein österreichischer Kunsthistoriker.

## Leben
Novotny studierte Kunstgeschichte an der Universität Wien bei Josef Strzygowski und promovierte mit einer Dissertation über die romanische Bauplastik an der Apsis der Pfarrkirche von Schöngrabern in Niederösterreich. Ab 1927 war er Assistent am Institut Strzygowskis. 1937 habilitierte er sich mit der Studie Cézanne und das Ende der  wissenschaftlichen Perspektive, die zu einem Standardwerk der Cézanne-Forschung wurde und Novotnys Ruhm als eines international anerkannten Experten für die Kunst Paul Cézannes begründete. Im Zuge dieser Arbeit machte Novotny die Bekanntschaft des Malers Gerhart Frankl, der in seinem eigenen Schaffen stilistisch von Cézanne beeinflusst war und sich auch in kunsttheoretischen Äußerungen mit seinem französischen Vorbild auseinandersetzte. Aus anfänglichen fachlichen Diskussionen entwickelte sich bald eine lebenslange Freundschaft, die sich in einem umfangreichen Briefwechsel niederschlug. Als Frankl 1938 nach England fliehen musste, bemühte er sich in den dortigen Emigrantenkreisen unverzüglich, auch Novotny zur Ausreise aus der mittlerweile an das nationalsozialistische Deutschland angeschlossenen „Ostmark“ zu verhelfen. Wohl aus Sorge um seine betagte Mutter und seine kränkliche Schwester, die er nicht allein zurücklassen wollte, entschied sich Novotny jedoch dafür, in Wien zu bleiben. Trotz seiner kompromisslos antifaschistischen Einstellung erhielt er 1939 eine Anstellung an der Österreichischen Galerie im Schloss Belvedere, deren interimistische Leitung ihm unmittelbar nach Kriegsende 1945 für zwei Jahre übertragen wurde. Von 1960 bis 1968 war er definitiv Direktor dieses Museums und brachte in einer Reihe vielbeachteter Ausstellungen der Wiener Bevölkerung die großen Meister der klassischen Moderne näher. Seit 1948 unterrichtete Novotny als Extraordinarius an der Universität, wurde aber erst anlässlich seiner Pensionierung 1978 mit dem Titel eines ordentlichen Professors geehrt. Als Vorstandsmitglied der Adalbert-Stifter-Gesellschaft beschäftigte sich Novotny auch mit dem malerischen Werk des Dichters und initiierte ein kleines Museum, das inzwischen dem Wien Museum inkorporiert wurde.
Fritz Novotny wurde in Wien auf dem Hietzinger Friedhof in einem ehrenhalber gewidmeten Grab (Gruppe 12, Nummer 58) bestattet.

## Auszeichnungen
- 1956 Preis der Stadt Wien für Geisteswissenschaften

## Werke
- Paul Cézanne. In: Belvedere, Jg. 7, 1929
- Das Problem des Menschen Cezanne im Verhältnis zu seiner Kunst. In: Zeitschrift für Ästhetik und Allgemeine Kunstwissenschaft, Band XXVI (26), 1932
- Paul Cezanne. Phaidon, Wien 1937; überarbeitete Ausgabe 1968
- Cézanne und das Ende der wissenschaftlichen Perspektive. Wien 1938
- Adalbert Stifter als Maler. 1941
- Cézanne als Zeichner. In: Wiener Jahrbuch für Kunstgeschichte, Bd. XIV (XVIII), 1950
- Die großen französischen Impressionisten.Wien 1952; Neudr. 1995
- Painting and Sculpture in Europe 1780 to 1880, 1960
- Über das „Elementare“ in der Kunstgeschichte, 1968